# Polly Ouma
Philip "Poly" Ouma (ur. 21 stycznia 1942) – ugandyjski piłkarz grający na pozycji napastnika. W swojej karierze grał w reprezentacji Ugandy.

## Kariera klubowa
Całą swoją karierę piłkarską Ouma spędził w klubie Simba FC. Zadebiutował w nim w 1968 roku i grał w nim do 1978 roku. Wywalczył z nim dwa mistrzostwa Ugandy w sezonach 1971 i 1978 oraz zdobył Puchar Ugandy w sezonie 1977.

## Kariera reprezentacyjna
W 1968 roku Ouma został powołany do reprezentacji Ugandy na Puchar Narodów Afryki 1968. W tym turnieju zagrał w trzech meczach grupowych: z Etiopią (1:2), w którym strzelił gola, z Algierią (0:4) i z Wybrzeżem Kości Słoniowej (1:2).
W 1976 roku Ouma był w kadrze Ugandy na Puchar Narodów Afryki 1976. Zagrał w nim w trzech meczach grupowych: z Etiopią (0:2), z Egiptem (1:2) i z Gwineą (1:2).
W 1978 roku Ouma został powołany do kadry na Puchar Narodów Afryki 1978. W tym turnieju zagrał w jednym meczu, grupowym z Kongiem (3:1). Z Ugandą wywalczył wicemistrzostwo Afryki.